# Matilde Ibáñez Tálice
Matilde Ibáñez Tálice (ur. 3 marca 1907 w Buenos Aires, zm. 4 września 2002 w Montevideo) –  pierwsza dama Urugwaju w latach 1947-1951 oraz 1955-1956.

## Życiorys
Córka Leona Ibáñeza Saavedra. W 1926 roku wyszła za mąż za Luisa Batlle Berresa. Mieli troje dzieci: Jorge - prezydenta Urugwaju w latach 2000-2005, Luisa i Matilde. W 1933 roku po zamachu stanu Gabriela Terry rodzina Batlle-Ibáñez musiała wyjechać do Argentyny. Gdy wrócili z wygnania pracowała w założonym przez męża Radio Ariel. W 1947 roku jako żona prezydenta zakłada i przewodniczy Narodowej Fundacji Zdrowia i Opieki Społecznej. Po śmierci męża w 1964 roku wycofuje się z życia publicznego.
W 2000 roku jej syn Jorge został wybrany na prezydenta Urugwaju. Zmarła w 4 września 2002 roku i została pochowana na Cmentarzu Centralnym w Montevideo w grobie z mężem Luisem. W pogrzebie wziął udział prezydent Argentyny Eduardo Duhalde